# Elpaal
Elpaal (in fenicio "El ha fatto"; ... – IV secolo a.C.) è stato un re di Biblo.
È noto solo per le sue monete coniate durante il suo regno.